# Robert Špehar
Pour les articles homonymes, voir Spehar.
Robert Spehar est un footballeur international croate né le 13 mai 1970 à Osijek. Il évoluait au poste d'attaquant.

## Biographie
Il a été meilleur buteur du championnat de Belgique en 1997 sous les couleurs du FC Bruges et réalise la même performance à deux reprises en Croatie (en 1995 et 2004) avec le NK Osijek. Il a fait un court passage dans le championnat de France dans l'équipe de l'AS Monaco, occupant l'attaque avec Victor Ikpeba.

## Palmarès
- 8 sélections avec l'équipe de Croatie.
- Champion de Belgique 1995-1996.
- Vainqueur de la Coupe de Belgique 1995-1996.
- Vainqueur de la Supercoupe de Belgique 1996.
- Vainqueur de la Coupe de Chypre 2004-2005.

## Distinctions personnelles
- Meilleur buteur Championnat de Belgique 1996-1997 : 26 buts